# Яблонов
Яблонов (словац. Jablonov) — село в Словаччині, Левоцькому окрузі Пряшівського краю. Розташоване на півночі східної Словаччини в Горнадській котловині на південних схилах Левоцьких гір в долині Вавринцьового потока.
Уперше згадується у 1235 році.
У селі є римо-католицький костел з 1827 року в стилі класицизму, в якому є готичний келих з XIV століття.

## Населення
| Рік:            | 1994. | 2004.    | 2014.   | 2024.   |
| --------------- | ----- | -------- | ------- | ------- |
| Кількість осіб: | 882   | 995      | 1004    | 982     |
| Різниця:        |       | +12,81 % | +0,90 % | -2,19 % |

| Рік:            | 2023. | 2024.   |
| --------------- | ----- | ------- |
| Кількість осіб: | 972   | 982     |
| Різниця:        |       | +1,02 % |

У селі проживає 969 осіб.
Національний склад населення (за даними останнього перепису населення — 2001 року):
- словаки — 94,17 %,
- цигани — 5,13 %,
- чехи — 0,50 %.

Склад населення за приналежністю до релігії станом на 2001 рік:
- римо-католики — 97,69 %,
- греко-католики — 0,90 %,
- не вважають себе вірянами або не належать до жодної вищезгаданої конфесії — 1,41 %